# 谷黄村
谷黄村，是重庆市长寿区双龙镇下辖的一个行政村级行政单位。谷黄村位于双龙镇东部，距长寿城区25公里，距离渝宜高速合兴出口6公里，长寿湖旅游高速出口7公里。谷黄村全村幅员面积5.22平方公里（7830亩），辖7个村民小组，总人口3597人，1228户。2011年全村人均纯收入8242元。全村耕地面积2555亩（二调面积6730亩），林地731亩，水域85亩，拥有村级道路16公里，水库1个等。 